# 萊克埃爾莫 (明尼蘇達州)
萊克埃爾莫（英語：Lake Elmo）是一個位於美國明尼蘇達州華盛頓縣的城市。

## 人口
根據2020年美國人口普查的數據，萊克埃爾莫的面積為62.64平方千米，當中陸地面積為57.22平方千米，而水域面積為5.42平方千米。當地共有人口11335人，而人口密度為每平方千米181人。